# Вицлебен, Эрвин фон
Йоб-Вильгельм Георг Эрдман Эрвин фон Ви́цлебен (нем. Job-Wilhelm Georg Erdmann Erwin von Witzleben; 4 декабря 1881, Бреслау, Пруссия — 8 августа 1944, Плётцензее) — немецкий военачальник (с 1940 — генерал-фельдмаршал). Видный деятель антинацистской оппозиции, участник заговора 20 июля, за участие в котором был казнён.

## Семья и образование
Принадлежал к старинному прусскому дворянскому роду. Окончил военное училище.

## Офицер кайзеровской армии
- С 22 марта 1901 года — лейтенант в 7-м гренадерском полку, расквартированном в Лейпциге.
- С 1908 года — адъютант войскового командования «Хиршберг» (ныне польский город Еленя-Гура) в Силезии.
- С 1910 года — обер-лейтенант.
- С 1914 года (с началом Первой мировой войны) — адъютант 19-й резервной бригады.
- С 1914 года — гауптман (капитан).
- С 1915 года — командир роты в 6-м пехотном полку.
- В августе 1916 года был переведён в вышестоящий штаб.
- С 15 апреля 1917 года — командир батальона в 6-м пехотном полку.
- С 2 августа 1918 года — офицер Генерального штаба в 108-й пехотной дивизии.

Всю Первую мировую войну прослужил на Западном фронте. Награждён Железным крестом 1-го и 2-го классов, орденом Дома Гогенцоллернов с мечами.

## Служба в рейхсвере
- В 1919 года в течение двух месяцев командовал ротой в 7-м гренадерском полку, вернувшись, таким образом, в свою родную часть.
- С 1919 года находился на штабной работе.
- С января 1921 года — командир 8-й пулемётной роты.
- С 1922 года служил в штабе 4-го военного округа в Дрездене.
- С 1923 года — майор.
- С 1925 года служил в 12-м кавалерийском полку.
- С 1926 года служил в штабе 3-й пехотной дивизии в Берлине.
- С 1928 года — командир 3-го батальона 6-го пехотного полка.
- С 1929 года — оберст-лейтенант (подполковник), начальник штаба 6-й пехотной дивизии и 6-го военного округа (штаб в Мюнстере).
- С 1931 года — оберст (полковник), командир 8-го пехотного полка.

## Служба в вермахте
- С 1933 года — командир пехоты 4-й пехотной дивизии (заместитель командира дивизии).
- С 1 февраля 1934 года — генерал-майор, командир 3-й пехотной дивизии и 3-го военного округа (штаб в Берлине).
- С 1934 года — генерал-лейтенант.
- С 1935 года — командир 3-го армейского корпуса, сформированного в ходе увеличения численности вермахта на базе 3-й пехотной дивизии. Сохранил также командование военным округом.
- С 1 октября 1936 года — генерал пехоты.
- В начале 1938 года был отправлен в отставку по подозрению в нелояльности нацистскому режиму, но вскоре из-за дефицита опытных военачальников возвращён на службу.
- С августа 1938 года — командующий 1-й армией, прикрывавшей германо-французскую границу во время Судетского кризиса (ввиду политики «умиротворения», проводившейся правительствами Англии и Франции, боевые действия в этот период так и не начались).
- С 10 ноября 1938 года — командующий 2-м армейским командованием (штаб во Франкфурте-на-Майне).

### Участие во Второй мировой войне
Во Вторую мировую войну вступил в должности командующего 1-й армией. Во время польской кампании его армия занимала «Западный вал» на Западном фронте и успешно отразила Саарское наступление французов. В ноябре 1939 года был произведён в чин генерал-оберста (генерал-полковника).
На первом этапе французской кампании армия под командованием Вицлебена совершила отвлекающий манёвр с выходом на «линию Мажино». На следующем этапе она участвовала в окружении 2-й французской группы армий. 24 июня 1940 года Вицлебен был награждён Рыцарским крестом Железного креста, 19 июля 1940 года ему был присвоен чин фельдмаршала.
С 15 марта 1941 — командующий группой армий «Д» и командующий на Западе. Старался создать постоянные береговые оборонительные сооружения с тем, чтобы предотвратить возможную высадку противника на побережье Франции, но из-за нехватки рабочей силы ему удалось сделать немного. 21 марта 1942 года уволен в отставку по состоянию здоровья. Жил в своём поместье близ Потсдама.

## Антинацистская деятельность
С самого начала существования нацистского режима в Германии Вицлебен — прусский аристократ и убеждённый монархист — относился к нему резко отрицательно. Он был противником вмешательства Гитлера в решение военных вопросов и активной деятельности СА (штурмовиков). Одобрил уничтожение руководства СА во время «Ночи длинных ножей» 1934 года. Но когда выяснилось, что одновременно нацисты убили двух оппозиционно настроенных генералов — Курта фон Шлейхера и Фердинанда фон Бредова — Вицлебен вместе с рядом других военачальников потребовал проведения расследования, которое, однако, не состоялось из-за пронацистской позиции министра обороны Вернера фон Бломберга.
До января 1938 года, несмотря на неодобрение действий нацистов, занимал в целом аполитичную позицию. Однако после смещения с должности главнокомандующего сухопутными войсками его друга, генерал-полковника Вернера фон Фрича, ложно обвинённого в гомосексуальности, Вицлебен стал активным противником режима и сторонником его свержения вооружённым путём. Во время Судетского кризиса намеревался свергнуть нацистский режим силами 1-й армии. План не был реализован из-за уступок Гитлеру со стороны Англии и Франции, которые подняли авторитет фюрера и позволили занять Судетскую область без военных действий.
В том же 1938 году Ганс Остер предложил Вицлебену присоединиться к группе, которая готовила заговор против Гитлера. В неё уже входили Людвиг Бек, Франц Гальдер, Вильгельм Канарис и другие высшие офицеры. Вицлебен не только сразу дал согласие, но и стал военным руководителем предполагаемого переворота. Были подготовлены несколько вариантов плана свержения Гитлера, но все они не были реализованы в результате отъезда фюрера из Берлина.

После Мюнхенской конференции 1938 года временно разочаровался в возможности свергнуть гитлеровский режим, заявив с горьким сарказмом своим единомышленникам: 

Видите ли, господа, для этого несчастного глупого народа он снова «наш горячо любимый фюрер», единственный, посланный Богом, а мы… мы всего лишь жалкая кучка реакционеров и недовольных офицеров и политиков, осмелившихся в момент высочайшего триумфа величайшего политика всех времён бросать камни на его пути.

После выхода в отставку в 1942 году, несмотря на ухудшившееся состояние здоровья, продолжал поддерживать связь с заговорщиками и в случае успеха заговора должен был стать главнокомандующим вермахтом.
20 июля 1944 года, после покушения фон Штауффенберга на Гитлера, Вицлебен прибыл в Берлин и в полной военной форме с фельдмаршальским жезлом явился в штаб армии резерва, где находились руководители военного выступления против Гитлера. Заявив о принятии на себя обязанностей главнокомандующего вермахтом, он назначил генерала Гёпнера командующим резервной армией, а генерала Тюнген-Россбаха — командующим 3-м военным округом (Берлин). Отдал приказ командующему оккупационных сил во Франции, генералу Штюльпнагелю арестовать всех сотрудников СС и СД в Париже. Узнав, что Гитлер жив, и поняв, что шансы на успех выступления невелики, обвинил организаторов заговора в дилетантизме и демонстративно покинул здание, пробыв в нём около 45 минут.

## Арест, суд, казнь
21 июля был арестован. 7 августа предстал вместе с несколькими другими заговорщиками перед Народной судебной палатой. Во время процесса был тяжело болен, подвергался грубым нападкам со стороны председателя палаты Роланда Фрейслера. 8 августа, как и другие подсудимые, был приговорён к смертной казни через повешение. Вскоре приговор был приведён в исполнение в тюрьме Плётцензее. Во время казни держался с достоинством.

Американский исследователь Сэмюел Митчем так характеризовал Вицлебена: 

Он прославился отнюдь не благодаря своим победам или поражениям, а исключительно из-за преданности прусскому военному идеалу служения народу и стране. Он обладал большим личным мужеством, никогда не предавал свои высокие принципы и всегда был готов на самые решительные действия против любого человека или политической группировки, пытавшихся принести офицерский корпус в жертву своим политическим целям. Родись он на столетие раньше, Вицлебен стал бы достойным соратником Герхарда Шарнхорста, Августа фон Гнейзенау и графа Иоганна Йорка фон Вартенбурга, тех офицеров, что освободили Пруссию от Наполеона. Но родившись столетием позже них, он был рождён для виселицы.

## Награды

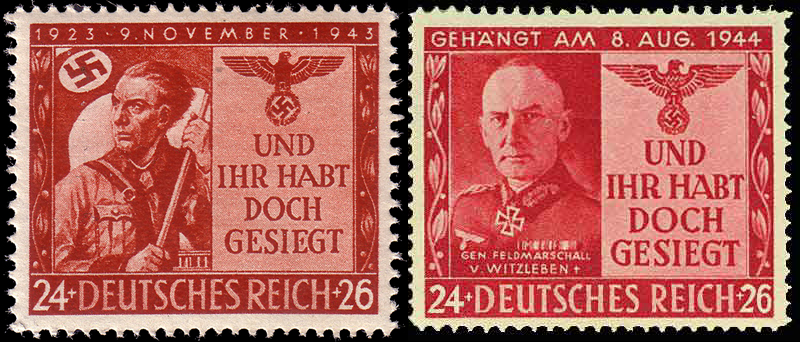
Почтовая марка Германии к годовщине «пивного путча» с лозунгом «И всё же вы победили», 1943; и английская пропагандистская марка с портретом казнённого Эрвина фон Вицлебена и тем же лозунгом, 1944

- Железный крест 2 и 1 класса (1914)
- Орден Дома Гогенцоллернов рыцарский крест с мечами
- Орден «За военные заслуги» (Бавария) 4 класса с мечами
- Ганзейский крест Гамбурга
- Крест чести[нем.] (Княжество Рейсс) 3 класса с мечами и короной
- За ранение (нагрудный знак) (Пруссия) в чёрном (1918)
- Почётный крест ветерана войны (1939)
- Пряжки к Железному кресту 2 и 1 класса
- Рыцарский крест Железного креста (24.06.1940)
- Медаль «В память 1 октября 1938 года»
- Медаль «За сооружение Атлантического вала»
- Немецкий Олимпийский почётный знак 1 класса
- Силезский орёл 2 класса

## Эрвин фон Вицлебен в популярной культуре
- В немецком фильме «Штауффенберг» роль Вицлебена сыграл актёр Йоахим Биссмайер.
- В американском фильме «Операция „Валькирия“» роль Вицлебена сыграл актёр Дэвид Скофилд.
- В киноэпопее «Освобождение» роль Вицлебена сыграл немецкий актёр Отто Дирикс.